# Organización territorial de Suazilandia

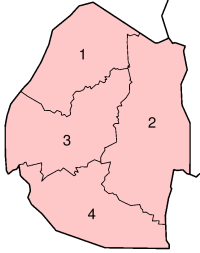
Distritos de Suazilandia.

Suazilandia está dividida en cuatro distritos: Hhohho, Lubombo, Manzini y Shishelweni. Estos se dividen a su vez en varios Tinkhundla y estos en imiphakatsi (singular umphakatsi).
En el momento de su independencia de Gran Bretaña en 1968, Suazilandia estaba dividida en seis distritos: Bremersdorp, Hlatikulu, Mankaiana, Mbabane, Piggs Peak, y Stegi.

## Distrito de Hhohho
- Tinkhundla de Hhukwini: Lamgabhi y Dlangeni.
- Tinkhundla de Lobamba: Ezabeni, Ezulwini, Elangeni, Lobamba y Nkanini.
- Tinkhundla de Madlangempisi: Ebulanzeni/Buhlebuyeza, Kadvokolwako, Kaguquka, Kazandondo y Emzaceni.
- Tinkhundla de Maphalaleni: Nsingweni, Maphalaleni, Madlolo, Emcengeni, Kasiko, Esitseni, Entsanjeni, Emfeni y Mabeleni.
- Tinkhundla de Mayiwane: Mkhweni, Mavula, Mkhuzweni, Emfasini y Herefords.
- Tinkhundla de Mbabane Este: Fonteyn, Sidwashini, Maqobolwane, Mntulwini, Mcozini, Mncitsini, Corporation y Gobholo.
- Tinkhundla de Mbabane Oeste: Dividido en Bahai, Mangwaneni y seis zonas numeradas del I al VI.
- Tinkhundla de Mhlangatane: Sidwashini, Mangweni, Nhlanguyavuka, Ndvwabangeni, Zinyane, Nyakatfo, Mpofu, Mavula, Malibeni y Manjengeni.
- Tinkhundla de Motjane: Sipocosini, Esigangeni, Ekupheleni, Motjane, Luhlendlweni, Mpolonjeni y Mantabeni.
- Tinkhundla de Ndzingeni: Ludlawini, Ndzingeni, Emvuma, Emgungunlovu, Nkamanzi, Bulandzeni y Ngowane.
- Tinkhundla de Nkahaba: Ejubukweni, Nkaba, Emdzimba y Ekuvinjelweni.
- Tinkhundla de Ntfonjeni: Lomshiyo, Mshingishingini, Kandwandwe, Vusweni, Mvembili, Hhelehhele y Mashobeni.
- Tinkhundla de Piggs Peak: Enginamadolo, Ensangwini, Kamkhweli, Luhhumaneni, Bulembu y Ekwakheni.
- Tinkhundla de Timpisini: Mashobeni, Ndlalambi/Ludzibini, Mvembili y Kahhohho.

## Distrito de Lubombo
- Tinkhundla de Dvokodvweni: Sigcaweni, Etjedze, Malindza, Mdumezulu, Mampempeni, Enjabulweni y Mhlangatane.
- Tinkhundla de Hlane: Ntandweni, Sikhuphe, Hlane y Khuphuka.
- Tinkhundla de Lomahasha: Mafucula, Tsambokhulu, Shewula y Lomahasha.
- Tinkhundla de Lugongolweni: Mlindazwe, Makhewu, Langa y Sitsatsaweni.
- Tinkhundla de Matsanjeni: Maphungwane, Lukhetseni, Mambane y Tikhuba.
- Tinkhundla de Mhlume: Mhlume, Tshaneni, Vuvulane, Simunye y Tabankulu.
- Tinkhundla de Mpholonjeni: Ngcina, Ndzangu y Kashoba.
- Tinkhundla de Nkilongo: Crooks, Gamula, Ngcampalala, Mayaluka y Lunkufu.
- Tinkhundla de Siphofaneni: Tambuti, Maphilingo, Macetjeni, Mphumakudze, Hlutse, Kamkhweli, Ngevini, Nceka y Madlenya.
- Tinkhundla de Sithobela: Nkonjwa, Luhlanyeni y Mamiza.
- Tinkhundla de Somntongo: Kavuma, Nkhanini, Sifuntaneni, Mabantaneni y Canerbury.

## Distrito de Manzini
- Tinkhundla de Ekukhanyeni: Enyakeni, Enkiliji, Kantunja, Bhekinkhosi, Ensenga, Engcayini, Engwazini, Mkhulamini, Embheka, Eswaceni, Ebutfonweni, Esankolweni, Mdayaneni y Maliyaduma.
- Tinkhundla de Hlambanyatsi: Zondwako, Mbangave, Mlindazwe, Lundzi y Dingizwe.
- Tinkhundla de Kwaluseni: Logoba y Kwalusenimhlane.
- Tinkhundla de Lamgabhi: Kaluhleko, Kalamgabhi, Emhlangeni, Dudusini y Engwenyameni.
- Tinkhundla de Lobamba Lomdzala: Luyengo y Malkerns.
- Tinkhundla de Ludzeludze: Zombodze, Mbekelweni, Esibuyeni, Usweni, Esigombeni, Enkamanzi y Ekudzeni.
- Tinkhundla de Mafutseni: Kabhudla, Mafutseni, Engculwini, Kankhambule, Etimbutini y Luhlokohla.
- Tinkhundla de Mahlangatja: Emambatfweni, Mgomfelweni, Bhahwini, Eludvondvolweni, Eluzelweni, Nsangwini, Empolonjeni, Sigcineni, Ebuseleni y Kazulu.
- Tinkhundla de Mangcongco: Mafutseni, Mangcongco, Sandlane, Dwalile y Ncabaneni.
- Tinkhundla de Manzini Norte: Mzimnene, Emakholweni, Edwaleni y Mnyenyweni.
- Tinkhundla de Manzini Sur: Moneni, Zakhele, Mjingo y Lwandle.
- Tinkhundla de Mkhiweni: Ekutsimleni, Mbelebeleni y Dvokolwako.
- Tinkhundla de Mtfongwaneni: Gundwini, Lwandle, Bulunga, Ehlane y Ndlandlameni.
- Tinkhundla de Ngwempisi: Velezizweni, Bhadzeni I, Bhadzeni II, Mgazini, Emaqudvulwini, Elushikishini, Khabonina, Enhlulweni, Emahhashini, Etshebovu y Engcoseni.
- Tinkhundla de Nhlambeni: Dwaleni, Kashali y Njelu.
- Tinkhundla de Ntondozi: Kandinda, Ntondozi, Egebeni, Endlini Lembi, Empini y Ncabaneni.

## Distrito de Shishelweni
- Tinkhundla de Gege: Mgazini, Sisingeni, Mlindazwe, Mgomfelweni, Emjikelweni, Katsambekwako, Ensukazi, Endzingeni, Kadinga y Emhlahlweni.
- Tinkhundla de Hosea: Ondiyaneni, Ka-Hhohho Emva, Lushini, Ludzakeni/Kaliba, Nsingizini y Manyiseni.
- Tinkhundla de Kubuta: Ngobelweni, Ezishineni, Kakholwane, Nhlalabantfu y Kaphunga.
- Tinkhundla de Maseyisini: Dlovunga, Mbilaneni, Kamzizi y Vusweni.
- Tinkhundla de Matsanjeni: Ekuphumleni, Bambitje/Nsalitje, Dinabanye y Qomontaba.
- Tinkhundla de Mtsambama: Kambhoke, Bhanganoma, Ekwendzeni y Magele.
- Tinkhundla de Ngudzeni: Ndushulweni, Ekulambeni, Nyatsini, Ekukhanyeni y Lusitini.
- Tinkhundla de Nkwenw: Ebuseleni, Nhlalabantfu, Kagwebu, Kuphumleni, Hlobane y Sigcineni.
- Tinkhundla de Sandleni: Bufaneni, Ngololweni, Tibondzeni, Nkhungwini, Mbelebeleni, Ka-Nzameya, Kontjingila, Enkalaneni, Kagasa y Mphini.
- Tinkhundla de Shiselweni I: Dumenkungwini, Mabona, Mchinsweni, Mchinsweni y Zikhotheni.
- Tinkhundla de Shiselweni II: Embheka, Mkhitsini, Mahlalini, Sikhotseni, Mphangisweni, Mbabala y Makhwelela.
- Tinkhundla de Sigwe: Kankhomonye, Empini, Lulakeni y Lindizwa.
- Tinkhundla de Somntongo: Mlindazwe, Phangweni, Ezindwenweni, Vimbizibuko, Maplotini y Qomintaba.
- Tinkhundla de Zombodze: Ngwenyameni, Mampondweni, Bulekeni y Zombodze.

- Datos: Q2715909